# Morón
Morón je město v Argentině na území provincie Buenos Aires. Je sídlem stejnojmenného partida. V roce 2001 v něm žilo 92 725 obyvatel. Je součástí aglomerace Velkého Buenos Aires, přičemž se nachází ve vzdálenosti 20 km západně od centra vlastního Buenos Aires.